# 伊王島町

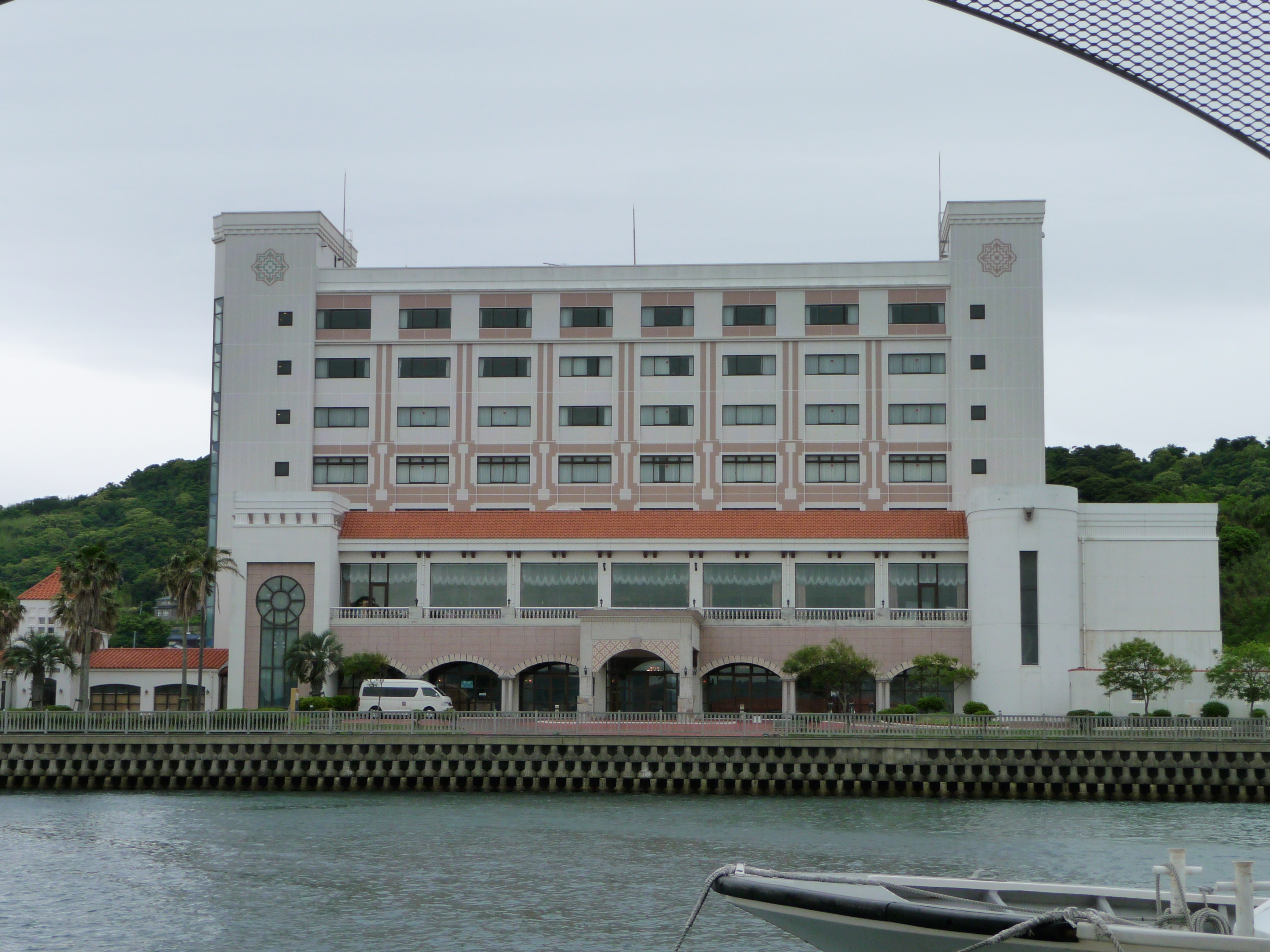
長崎温泉やすらぎ伊王島・海の見えるホテル棟（現i+Land nagasaki・MINATO HOTEL棟）

伊王島町（いおうじまちょう）は、長崎港外、長崎市（旧西彼杵郡）香焼町沖にある伊王島・沖之島を含んでいた町。自治体人口に占めるカトリック教徒の比率が日本で最も高かった。2005年（平成17年）1月4日に長崎市に編入され、自治体としては消滅した。
本項では現在の長崎市の一地区としての伊王島（いおうじま）についても記述する。伊王島地区（長崎市役所伊王島地域センター管内）の人口は691人（2018年2月末日現在、住民基本台帳）。

## 地理
伊王島（面積1.24 km2、周囲7.1 km）と沖之島（面積0.94 km2、周囲5.1 km）の2つの島があり、現地ではこの二島を合わせて伊王島と呼ぶ。2つの島の間にある伊王瀬戸は幅が約30mしかなく、2つの島を結ぶために祝橋（伊王橋）・栄橋・賑橋の3つの橋が架けられている。本土からの交通は伊王島港（1丁目）と約10km離れた長崎港との間を旅客船のみで結んでいたが、2011年3月27日に長崎市本土と伊王島地区（沖之島:伊王島町2丁目）を橋で結ぶ伊王島大橋が開通した。
かつては炭鉱の島として栄えたが、閉山後は農漁業を兼業する。島全体が釣りの適地で、近年では長崎市近郊のリゾート地として開発が進む。

## 沿革
- 1941年（昭和18年） - 炭鉱開鉱[1]。
- 1962年（昭和37年）5月20日 - 最盛期に町制（世帯数1,748、人口7,300）を施行。
- 1972年（昭和47年）3月 - 炭鉱閉山[1]。
- 1989年（平成元年） - リゾート開業により人口減の歯止めと交流人口の拡大が見込まれていた。
- 2011年（平成23年）3月27日 - 伊王島大橋開通により本土より車での乗り入れが可能となった。

### 行政区域の変遷
- 1889年（明治22年）4月1日 - 町村制施行により、伊王島村と沖ノ島村が合併し西彼杵郡伊王島村が成立。
- 1962年（昭和37年）5月20日 - 町制施行。伊王島町となる。
- 2005年（平成17年）1月4日 - 長崎市に編入され、自治体として消滅。編入後は、全域が長崎市伊王島町（いおうじままち）となっている。

## 町名
伊王島町1丁目・2丁目（いおうじままち）
地区の全域。伊王島町には大字（伊王島・沖之島）が存在したが、長崎市編入時に大字が廃止され、各大字は丁目に改められた。
- 伊王島町（村）大字伊王島 → 長崎市伊王島町1丁目
- 伊王島町（村）大字沖之島 → 長崎市伊王島町2丁目

自治会は馬込、仲塩町、船津、大明寺が存在する。

## 行政

### 公共施設
- 伊王島地域センター[2]

## 教育
- 伊王島町立伊王島中学校
- 伊王島町立伊王島小学校

## 交通
長崎市中心部より伊王島大橋を渡り車で約30分。2011年4月より、長崎自動車のバスが市内から伊王島ターミナルまで平日5往復、土日祝日7往復乗り入れている。島内の移動手段としては、長崎市コミュニティバス伊王島線が運行されている。長崎駅前から伊王島ターミナルまで長崎バスで約50分であり、高速船より時間がかかる。
- 長崎汽船（野母商船グループ） ： 長崎 - 伊王島・高島航路（長崎 - 伊王島間19分）
  - 長崎港（大波止ターミナル） - （神の島） - 伊王島 - 高島

- 伊王島町営バス
  - 詳細な情報は[9]を参照。
  - 午前は波止場前→大明寺→塩町団地→馬込浜→波止場前→灯台入り口の順で運行。
  - 午後は波止場前→馬込浜→塩町団地→大明寺→波止場前→灯台入り口の順で運行。
  - 現在の長崎市コミュニティバス伊王島線の運行とは異なる。

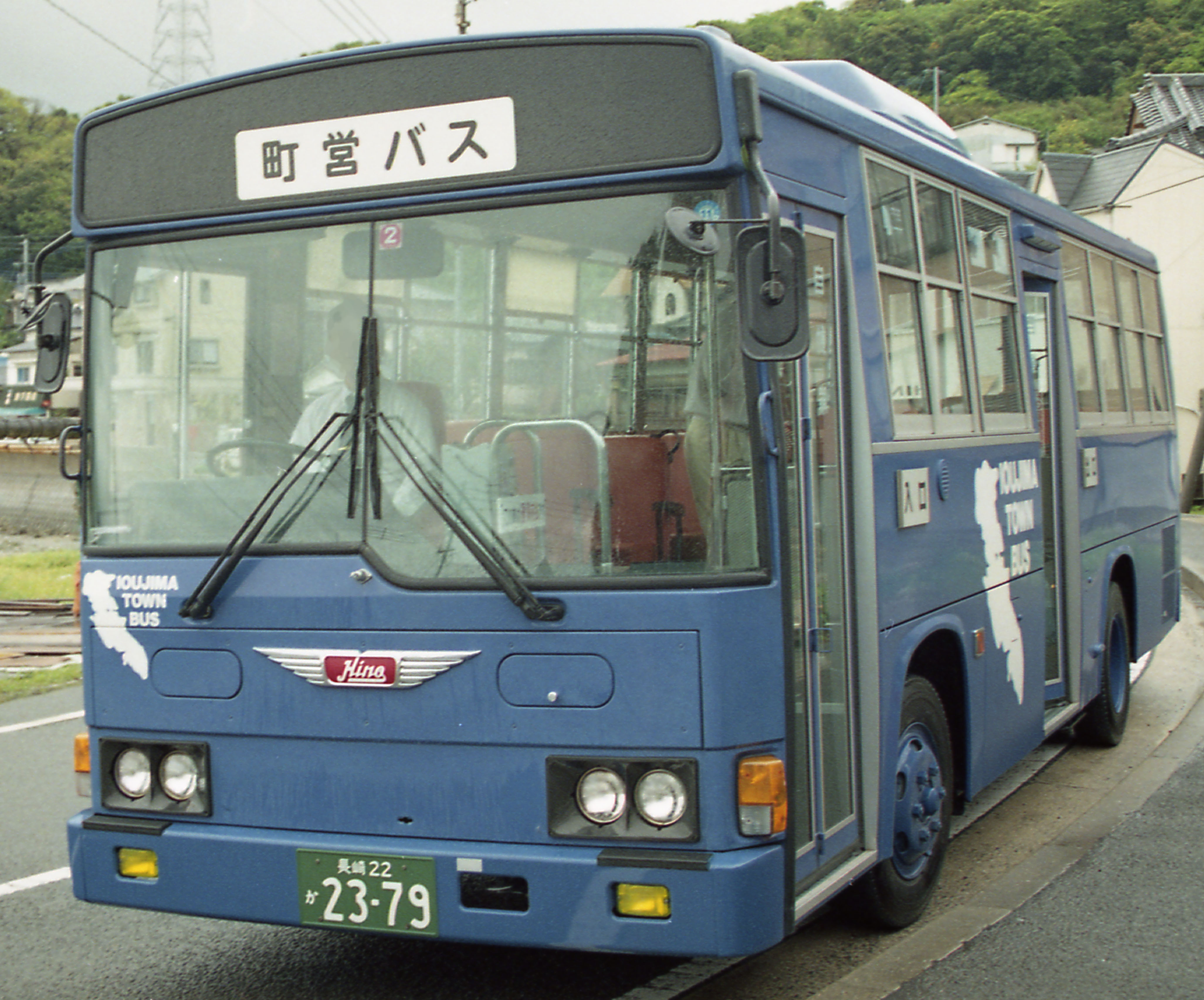
町営時代のバス
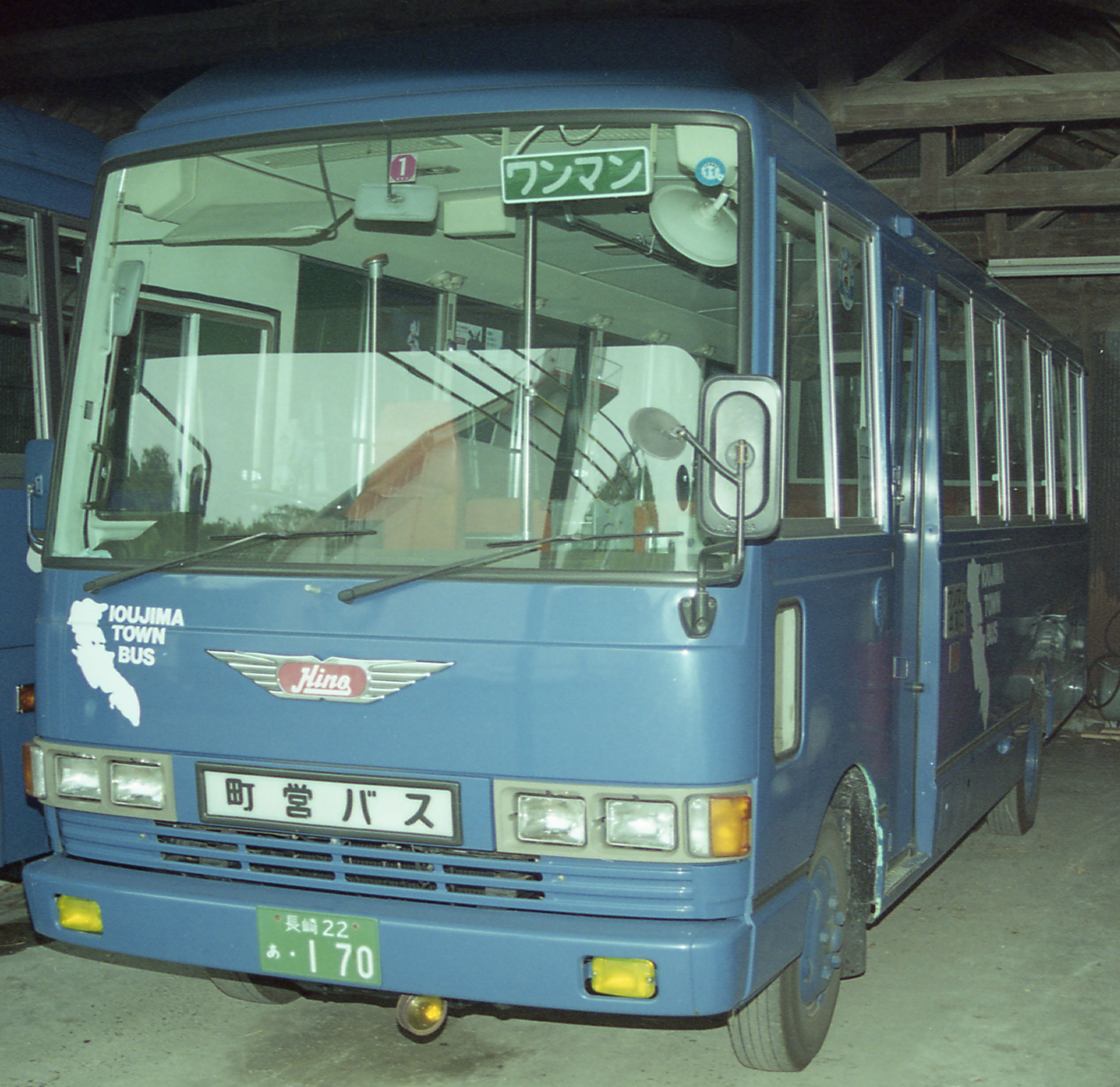
同じく運行されていたバス
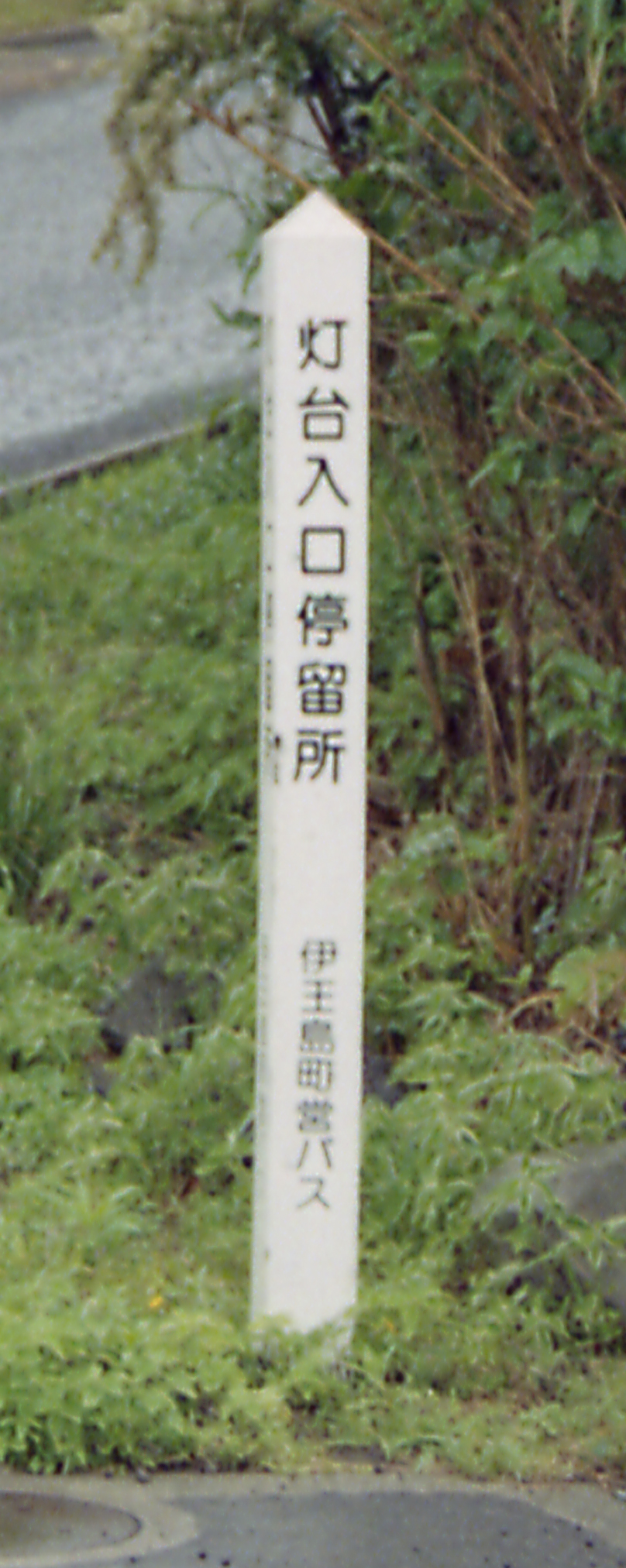
バス停

## 名所・旧跡・観光スポット・祭事・催事

### 名所・旧跡・観光スポット

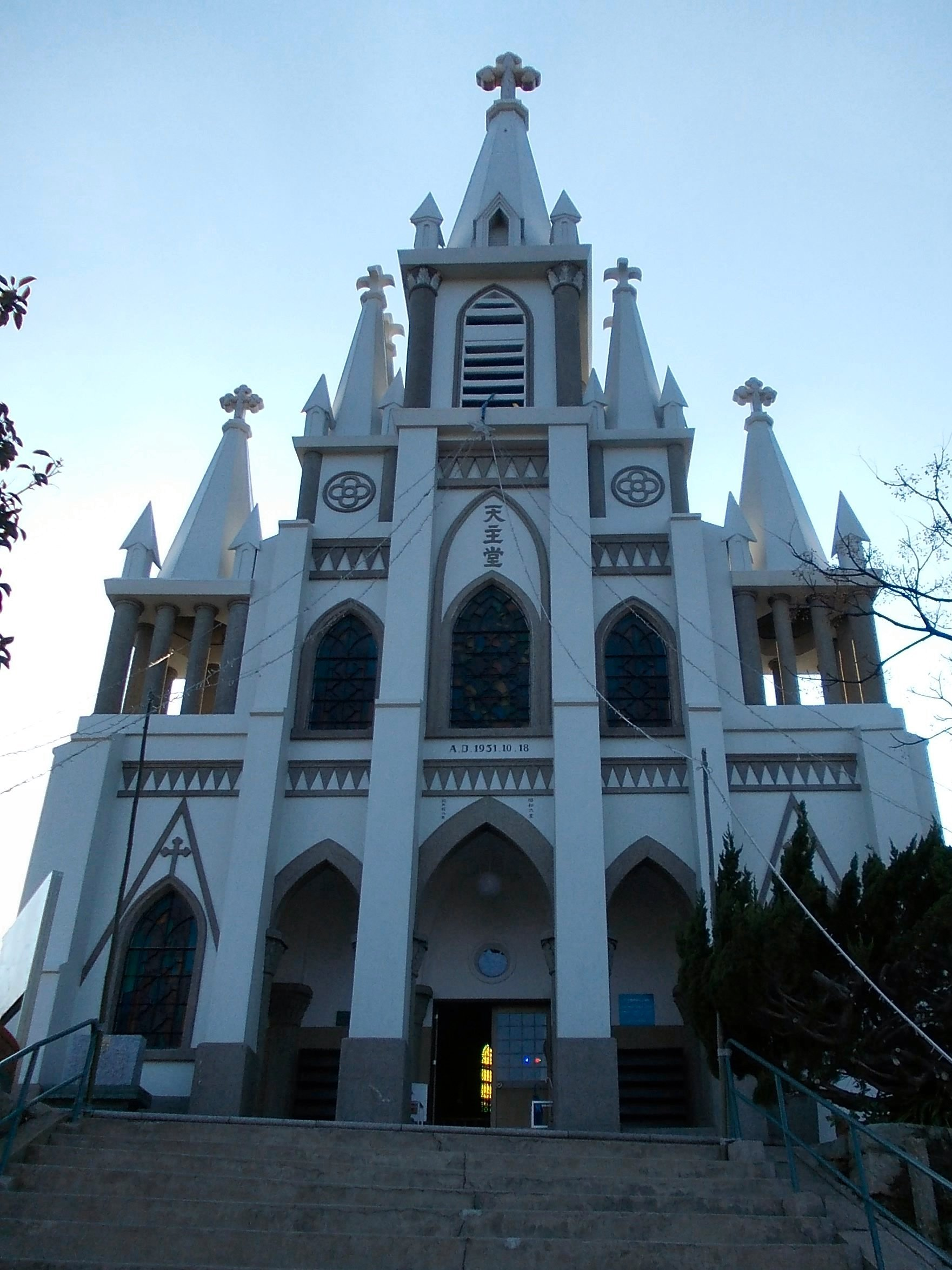
馬込教会

- 俊寛僧都の墓 - 流刑された俊寛（しゅんかん）僧都が、この地で亡くなったという伝承があり、その菩提をまつった墓が長福寺

跡にある。
- 北原白秋の歌碑 - 「いにしえの流され人もかくありてすえいきどおり海を睨みき」。俊寛僧都の墓の横に1935年（昭和10年）に、この地を訪れた北原白秋が詠んだ碑がある。
- 馬込教会（沖ノ島教会） - 正式名称は聖ミカエル教会。「馬込教会」「馬込天主堂」「沖之島教会」「沖之島天主堂」「沖ノ島教会」「沖ノ島天主堂」など多くの異称を持つ。国の登録有形文化財。1931年（昭和6年）に建立されたゴシック様式の天主堂。最初の教会は1890年（明治23年）に建てられたが、台風や落雷などで被害を被り改修不可能となったため建て直された。
- 大明寺教会（聖パウロ教会） - 1879年（明治12年）建立の旧教会堂は愛知県の博物館明治村に移築されている。
- 伊王島灯台 - 1866年（慶応2年）、幕府がアメリカ、イギリス、フランス、オランダ4カ国との間で締結した江戸条約で設置を約束した8カ所の灯台の一つ。リチャード・ヘンリー・ブラントンの設計により、1870年7月（明治3年6月）に仮点灯、翌1871年8月（明治4年7月）に日本最初の鉄造灯台として完成点灯。長崎原爆により損傷を受け、1954年（昭和29年）に四角形の鉄筋コンクリート造（ドームは建設当時のもの）で修復、2003年（平成15年）に現在の六角形の姿で再建。隣接する「伊王島灯台旧吏員退息所」は同じブラントンの設計で1877年（明治10年）に完成。日本最古の無筋コンクリート構造で、近代化産業遺産に認定されている。
- i+Land nagasaki 天然温泉を備えた宿泊・リゾート施設。長崎港大波止ターミナルから、高速船で19分、伊王島大橋経由で車で約30分
- 伊王島海水浴場

## 伊王島町を舞台とした作品
- 家族 (映画) - 主人公一家の出身地として昭和45年当時の伊王島が登場する。
- さっちゃんウソついてごめんネ (TVドラマ) - 主人公が願いを叶えるために伊王島を訪れる。